# 徐琨
徐 琨（じょ こん、？ - 200年代）は、中国後漢末期の武将。揚州呉郡富春県の人。徐真と孫堅の妹のあいだの子。徐矯・徐祚・徐夫人（陸尚の妻、後に孫権の妻）の父。従弟に孫策・孫権（娘婿とも）。

## 生涯
徐家は呉郡の豪族であり、元々孫家と交流があったため、孫堅の意向により、徐真は孫堅の妹を娶り徐琨が生まれた。徐琨は若い内から郡の役所に務めていたが、初平元年（190年）、孫堅が董卓討伐の兵を起こすと、部曲を引き連れて孫家に付き従い、功績を立て漢によって偏将軍となった。孫堅の家臣の中では最高の官位を得たという。
叔父の死後の動向が不明であるが、興平元年（194年）、孫策が兵を起こすと徐琨もそれに従軍した。孫策は揚州刺史の劉繇との戦いで、その部将の樊能・于糜の守る横江津を攻撃したとき、まず張英の守る当利口の攻略に取り掛かったが、しかし、このとき船が不足していたため、孫策は軍勢を留めて船を補充しようとした。そのとき軍中にいた母の孫氏は「州家（劉繇）が多数の水軍を動員してくると、戦いは不利になります。このまま軍勢を留めておいてはいけません。蘆や葦を刈って筏を作り、船の役目を補いながら軍勢を渡せばよいのです」。徐琨が母の意見を上言すると、孫策はすぐさま実行に移した。結果、孫策軍は張英を破ることができ、孫策は劉繇と笮融を追って、江南での覇業の第一歩を築くことが出来た。
孫策によって丹陽太守に任命されたが、袁術の下で広陵に赴任していた呉景が孫策の旗下に加わると、建安2年（197年）に呉景が丹陽太守となり、徐琨は督軍中郎将に任命された。このとき孫策は、袁術から任命された丹陽太守である袁胤を徐琨に討伐させていたが、徐琨が丹陽太守となると、孫策は徐琨の兵力が大き過ぎることを警戒し、手元に置いておく方が何かと都合がいいと考え、嘗て丹陽を統治したこともあり、民に慕われていた呉景に交代させたという（『江表伝』）。
建安5年（200年）、孫権の李術討伐に参加し、平虜将軍・広徳侯に昇ったが、孫権が黄祖と戦ったときに流れ矢により戦死したという。
子の徐矯（徐夫人の兄）が跡を継ぎ、広徳侯となった。山越平定で活躍し偏将軍となったが、徐夫人より早く亡くなった。子が無かったため、その弟である徐祚が跡を継いだ。戦功を挙げて蕪湖督・平魏将軍となった。